# 阿尔伯特王子国家公园
阿尔伯特王子国家公园（英语：Prince Albert National Park）是一座位于加拿大萨斯喀彻温的国家公园，北距省内最大城市萨斯卡通200公里。公园于1927年3月24日建立，1928年8月10日由时任总理威廉·莱昂·麦肯齐·金主持庆典。公园全年开放，但游客多集中在五月到八月。公园名称得名于同名的艾伯特亲王城。在1980年代草原国家公园建立之前，阿尔伯特王子国家公园一直是萨斯喀彻温境内唯一的国家公园。